# Beshlo Wenz
Beshlo Wenz är ett vattendrag i Etiopien.   Det ligger i regionen Amhara, i den centrala delen av landet, 220 km norr om huvudstaden Addis Abeba.